# OpenBoard
OpenBoard és un programari lliure i obert per a pissarres digitals interactives compatible amb qualsevol canó i dispositiu d'entrada.
Va sorgir com una derivació d'Open-Sankoré en 2013 amb la intenció de simplificar-ho i fer-ho més estable. Des de la versió 1.3 utilitza el més marc instal·lador QT 5 en lloc de QT 4.
OpenBoard és una derivació del projecte de programari obert Open-Sankoré 2,0. Open-Sankoré està basat en programari d'Uniboard originalment desenvolupat per la Universitat de Lausanne, Suïssa. El programari va començar a ser desenvolupat en 2003 i va anar inicialment utilitzat pels professors de la Universitat a l'octubre 2003. El projecte es va cedir més tard a una nova companyia anomenada Mnemis SA. Posteriorment va ser venut a l'Agrupació Francesa d'Interès Públic per a Educació Digital a Àfrica (GIP ENA), la qual va comprar la propietat intel·lectual del programari per a convertir-ho en un projecte de codi obert sota la llicència GNU (LGPL).